# 台湾の声
『台湾の声』（たいわんのこえ）とは、日本語で台湾情報、台湾関連のニュース、論説を配信しているメールマガジン。

## 概要
2001年6月22日にE-Magazineを利用して創刊された。編集長は正名運動の発案者である林建良。台湾建国運動に参加している台湾人と日本人が運営している。2012年1月現在の発行部数は1万1千部超。
姉妹誌として、台湾向け漢文版『日本之声』を発行している。